# Manuel Cabanyes Mata
Manuel De Cabanyes Mata (n. 1902) Proveniente de una familia aristócrata y terrateniente de Cataluña, fue un arquitecto español.  Hijo de Cayetano Cabanyes Vivanco (Caballero de la orden militar de Alcántara) y de Ángeles Mata Blanco-González. Titulado por la Escuela de Arquitectura de Madrid en 1928. Realiza  intervenciones arquitectónicas como Arquitecto de la Dirección General de Prisiones en Madrid. En algunas ocasiones colabora con su hermano, también arquitecto, Cayetano Cabanyes Mata.
Trabajó durante muchos años como arquitecto de la Casa de Alba. Durante la década de 1950 reconstruyó el Palacio de Liria de Madrid, hizo destacadas obras en el Palacio de Monterrey y en el Castillo de Alba de Tormes. 
Se casó con Luisa de Pineda Oñate y fueron padres de Marichu señora de Eulate (campeona del mundo de tiro al plato), Casilda señora de Aguirre y Almudena (Condesa de Cumbres Altas). Falleció en Madrid en 1972.

## Obra

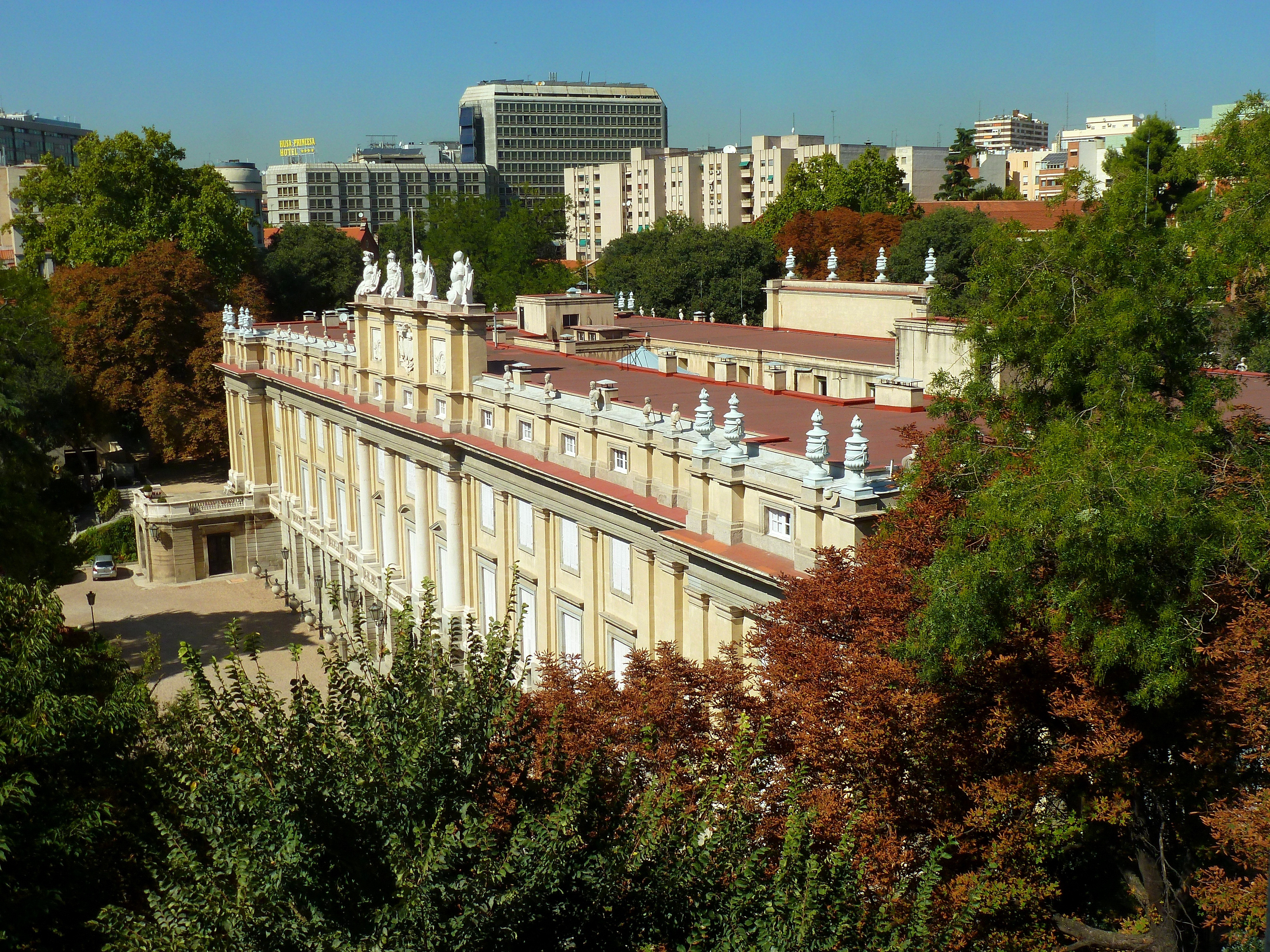
Palacio de Liria Proyecto de Manuel de Cabanyes Mata

- La Equitativa (1948), en la calle Reconquista, esquina calle Marqués de Valladares, Vigo.Palacio de Liria Proyecto de Manuel de Cabanyes MataEn 1948-56 dirige (con planos de Edwin Lutyens) la reconstrucción del Palacio de Liria, residencia de la Casa de Alba en Madrid.

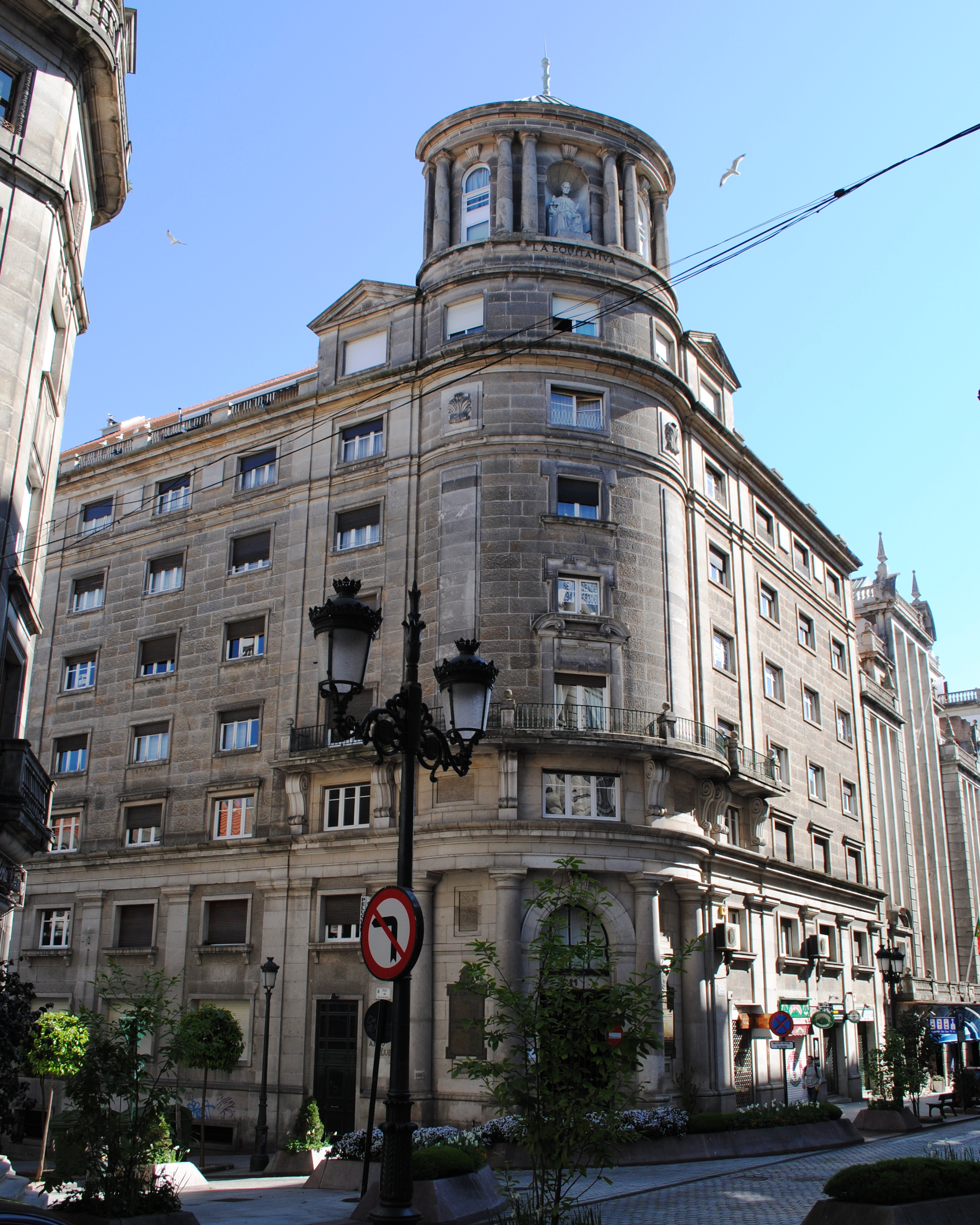
La Equitativa (1948), en la calle Reconquista, esquina calle Marqués de Valladares, Vigo.

- En 1931 Edificio de viviendas, Viriato n.º 73, Madrid en colaboración con Antonio Vallejo Álvarez.
- En 1950 realiza el edificio de La Equitativa en la ciudad de Zaragoza (paseo de la Independencia n.º 19).
- En 1956 realizó el edificio de La Equitativa (Málaga) (en colaboración con Juan Jáuregui Briales).[1]
- En 1974 realizó la ampliación del Edificio de las Cariátides (obra de Palacios y Joaquín Otamendi) en Madrid tras la fusión del Banco Central.
- En 1975 el Hotel Menfis, Gran Vía n.º 74, Madrid (colabora con su hermano Cayetano Cabanyes Mata).